# Nomi di Dio nell'islam
I nomi di Dio nell'islam, detti Bei Nomi di Dio (in arabo أسماء الله الحسنى‎?, asmāʾ llāhi al-ḥusnā) sono 99, e nelle confraternite mistiche si discetta sul 100° Nome (detto "Il Grande Nome"), dalle valenze particolarmente sacre, note solo agli spiriti più elevati e particolarmente edotti dal loro lungo e faticoso cammino di apprendimento. Dei Nomi di Dio parla lo stesso Corano, quando afferma:
(Corano, VII:180)

## Elenco dei nomi Divini
| N.  | Nome                | Traslitterazione        | Traduzione |
| --- | ------------------- | ----------------------- | --- |
| 1   | الرحمن‎              | ar-Raḥmān               | Il Misericordioso |
| 2   | الرحيم‎              | ar-Raḥīm                | Il Compassionevole |
| 3   | الملك‎               | al-Malik                | Il Sovrano |
| 4   | القدوس‎              | al-Quddūs               | Il Santo |
| 5   | السلام‎              | as-Salām                | La Pace |
| 6   | المؤمن‎              | al-Muʿumin              | Colui in cui si ha fede                                                                                               |
| 7   | المهيمن‎             | al-Muhaymin             | Il custode |
| 8   | العزيز‎              | al-ʿAzīz                | Il potente |
| 9   | الجبار‎              | al-Jabbār               | Colui che vince |
| 10  | المتكبر‎             | al-Mutakabbir           | Il cosciente della Sua grandezza                                                                                      |
| 11  | الخالق‎              | al-Khāliq               | Il creatore |
| 12  | البارئ‎              | al-Bāriʿ                | Colui che ha creato l'evoluzione                                                                                      |
| 13  | المصور‎              | al-Muṣawwir             | Colui che dà forma |
| 14  | الغفار‎              | al-Ghaffār              | Colui che tutto assolve                                                                                               |
| 15  | القهار‎              | al-Qahhār               | Colui che prevale |
| 16  | الوهاب‎              | al-Wahhāb               | Il munifico |
| 17  | الرزاق‎              | al-Razzāq               | Il sostentatore |
| 18  | الفتاح‎              | al-Fattāḥ               | Colui che apre |
| 19  | العليم‎              | al-ʿAlīm                | Il sapiente |
| 20  | القابض‎              | al-Qābiḍ                | Colui che chiude la mano                                                                                              |
| 21  | الباسط‎              | al-Bāsiṭ                | Colui che apre la mano                                                                                                |
| 22  | الخافض‎              | al-Khāfiḍ               | Colui che diminuisce                                                                                                  |
| 23  | الرافع‎              | ar-Rāfiʿ                | Colui che eleva |
| 24  | المعز‎               | al-Muʿizz               | Colui che dà potenza                                                                                                  |
| 25  | المذل‎               | al-Mudhill              | Colui che umilia |
| 26  | السميع‎              | al-Samīʿ                | L'audiente |
| 27  | البصير‎              | al-Baṣīr                | L'osservatore |
| 28  | الحكم‎               | al-Ḥakam                | Il Giudice |
| 29  | العدل‎               | al-ʿAdl                 | Il giusto |
| 30  | اللطيف‎              | al-Laṭīf                | L'Amabile |
| 31  | الخبير‎              | al-Khabīr               | Il ben informato |
| 32  | الحليم‎              | al-Ḥalim                | Il paziente |
| 33  | العظيم‎              | al-ʿAẓīm                | L'immenso |
| 34  | الغفور‎              | al-Ghafūr               | Il perdonatore |
| 35  | الشكور‎              | ash-Shakūr              | Il riconoscente |
| 36  | العلي‎               | al-ʿAlī                 | L'Altissimo |
| 37  | الكبير‎              | al-Kabīr                | Il grande |
| 38  | الحفيظ‎              | al-Ḥafiẓ                | Il protettore |
| 39  | المقيت‎              | al-Muqīt                | Colui che sostenta |
| 40  | الحسيب‎              | al-Ḥasīb                | Colui che valuta |
| 41  | الجليل‎              | al-Jalīl                | Il sublime |
| 42  | الكريم‎              | al-Karīm                | Il generoso |
| 43  | الرقيب‎              | ar-Raqīb                | Colui che veglia |
| 44  | المجيب‎              | al-Mujīb                | Colui che risponde |
| 45  | الواسع‎              | al-Wāsiʿ                | Colui che tutto abbraccia                                                                                             |
| 46  | الحكيم‎              | al-Ḥakīm                | Il saggio |
| 47  | الودود‎              | al-Wadūd                | Colui che ama |
| 48  | المجيد‎              | al-Majīd                | Il più Glorioso |
| 49  | الباعث‎              | al-Bāʿith               | Colui che resuscita                                                                                                   |
| 50  | الشهيد‎              | ash-Shahīd              | Il testimone |
| 51  | الحق‎                | al-Ḥaqq                 | La verità |
| 52  | الوكيل‎              | al-Wakīl                | Colui che procura ogni cosa                                                                                           |
| 53  | القوي‎               | al-Qawiyy               | Il forte |
| 54  | المتين‎              | al-Matīn                | Colui che è potente                                                                                                   |
| 55  | الولي‎               | al-Waliyy               | Il patrono |
| 56  | الحميد‎              | al-Ḥamīd                | Il degno di lode |
| 57  | المحصي‎              | al-Muḥṣī                | Colui che tiene il conto                                                                                              |
| 58  | المبدئ‎              | al-Mubdiʾ               | Colui che palesa |
| 59  | المعيد‎              | al-Muʿīd                | Colui al quale ogni cosa ritorna                                                                                      |
| 60  | المحيي‎              | al-Muḥyī                | Colui che dà la vita                                                                                                  |
| 61  | المميت‎              | al-Mumīt                | Colui che dà la morte                                                                                                 |
| 62  | الحي‎                | al-Ḥayy                 | Il Vivente |
| 63  | القيوم‎              | al-Qayyūm               | L'Esistente di per Sé                                                                                                 |
| 64  | الواجد‎              | al-Wājid                | Colui che è perfetto                                                                                                  |
| 65  | الماجد‎              | al-Mājid                | Il Glorificato |
| 66  | الواحد‎              | al-Wāḥid                | L'Unico |
| 67  | الأَحَدُ‎               | al-Aḥad                 | L'Uno |
| 68  | الصمد‎               | aṣ-Ṣamad                | Il Persistente, l'Eterno                                                                                              |
| 69  | القادر‎              | al-Qādir                | Il Potente |
| 70  | المقتدر‎             | al-Muqtadir             | L'Onnipotente |
| 71  | المقدم‎              | al-Muqaddim             | Colui che aiuta |
| 72  | المؤخر‎              | al-Muʿakhkhir           | Colui che fa retrocedere                                                                                              |
| 73  | الأول‎               | al-Awwal                | Il Primo |
| 74  | الآخر‎               | al-Akhir                | L'Ultimo |
| 75  | الظاهر‎              | aẓ-Ẓāhir                | Colui che si manifesta                                                                                                |
| 76  | الباطن‎              | al-Bāṭin                | L'Invisibile |
| 77  | الوالي‎              | al-Wālī                 | L'Alleato |
| 78  | المتعالي‎            | al-Mutaʿālī             | Il Consapevole della Sua altezza                                                                                      |
| 79  | البر‎                | al-Barr                 | Il Caritatevole |
| 80  | التواب‎              | at-Tawwāb               | Colui che riceve il pentimento                                                                                        |
| 81  | المنتقم‎             | al-Muntaqim             | Il Vendicatore |
| 82  | العفو‎               | al-ʿAfūww               | Colui che tutto cancella                                                                                              |
| 83  | الرؤوف‎              | ar-Raʿūf                | Il Dolcissimo |
| 84  | مالك الملك‎          | Mālik al-mulk           | Il re dei re |
| 85  | ذو الجلال و الإكرام‎ | Dhu l-Jalāli wa l-Ikrām | Colui che è colmo di maestà e magnificenza                                                                            |
| 86  | المقسط‎              | al-Muqsiṭ               | Colui che soppesa |
| 87  | الجامع‎              | al-Jamiʿ                | Colui che riunisce |
| 88  | الغني‎               | al-Ghānī                | L'Indipendente |
| 89  | المغنى‎              | al-Mughnī               | Colui che procura l'abbondanza                                                                                        |
| 90  | المانع‎              | al-Mānīʿ                | Colui che impedisce                                                                                                   |
| 91  | الضار‎               | aḍ-Ḍārr                 | Il creatore del danno                                                                                                 |
| 92  | النافع‎              | an-Nāfīʿ                | Il creatore del bene                                                                                                  |
| 93  | النور‎               | an-Nūr                  | Colui che illumina |
| 94  | الهادي‎              | al-Hādī                 | Colui che guida |
| 95  | البديع‎              | al-Badīʿ                | L'Incomparabile |
| 96  | الباقي‎              | al-Bāqī                 | L'Eterno |
| 97  | الوارث‎              | al-Wārith               | L'Erede |
| 98  | الْمَوْلَىٰ              | al-Mawla                | Il vicino, L'amico, Colui che supporta. Colui che guardia (in modo amorevole). Colui che si volge. Padrone e Signore. |
| 99  | الصبور‎              | aṣ-Ṣabūr                | Il Paziente |
| 100 | الرشيد‎              | ar-Rashīd               | Il razionale. Non si riferisce ad un nome di Allah.                                                                   |

Tali nomi in realtà, secondo la teologia tradizionale islamica, vengono definiti comunemente come Nomi e Attributi Divini. I Nomi e gli Attributi Divini rappresentano gli aspetti molteplici della divinità, che secondo Ibn Arabi sono infiniti e non 99. Questo perché egli considerava i Nomi al di là del mero elenco, perché essi secondo la metafisica Sufi, sono riconducibili alle ipostasi della divinità che si manifesta in infiniti modi. Ma non solo, i nomi rappresentano anche il concetto di Unità e molteplicità di Dio tramite l'uomo. Per questa ragione possono anche essere considerati come i piani dell'essere. Allah è il nome che designa l'Essenza Divina qualificata dall'insieme dei suoi attributi.
(Abd al-Karim al-Jili)

## Aspetti comuni in altre religioni
I "nomi e le forme" sovrimposti nel concetto dell'avijjā induista corrispondono al concetto islamico di quiddità (māhiyyah), altro non sono se non le forme esteriori dei "nomi e attributi" divini.